# 간문맥
간문맥(肝門脈, 영어: hepatic portal vein 또는 portal vein)은 위장관과 비장에서 나온 혈액이 간으로 들어가는 혈관이다. 혈액은 음식으로부터 나온 영양소가 풍부하며 간이 이 영양소를 처리한다. 또한 간은 음식으로부터 소화되어나온 독을 걸러내는 역할도 한다. 간은 75%의 혈액을 간문맥으로부터 받아 들인다. 혈액은 간을 떠나 간정맥을 통해 심장으로 들어간다.
간문맥(hepatic portal vein) 실제로 정맥(vein)이 아니다. 왜냐하면 간문맥은 모세혈관계에서 간으로 혈액을 운반하는 것이지 바로 심장으로 하는 것이 아니다. 간문맥계의 주요한 구성요소는 간정맥계와 하수체문맥계이다.
간정맥은 대개 상장간막정맥과 비장정맥의 영향과 하장간막정맥, 위정맥, 담낭정맥의 혈액에 의해 형성된다.
간문맥과 연관된 증상들은 상당한 질병과 죽음을 일으킨다. 이 상태의 중요한 예는 간문맥에서 높아진 혈압이다. 간문맥의 혈압이 높아지면, 문맥고압증이라고 부르며 간경변의 주요한 합병증을 만든다.

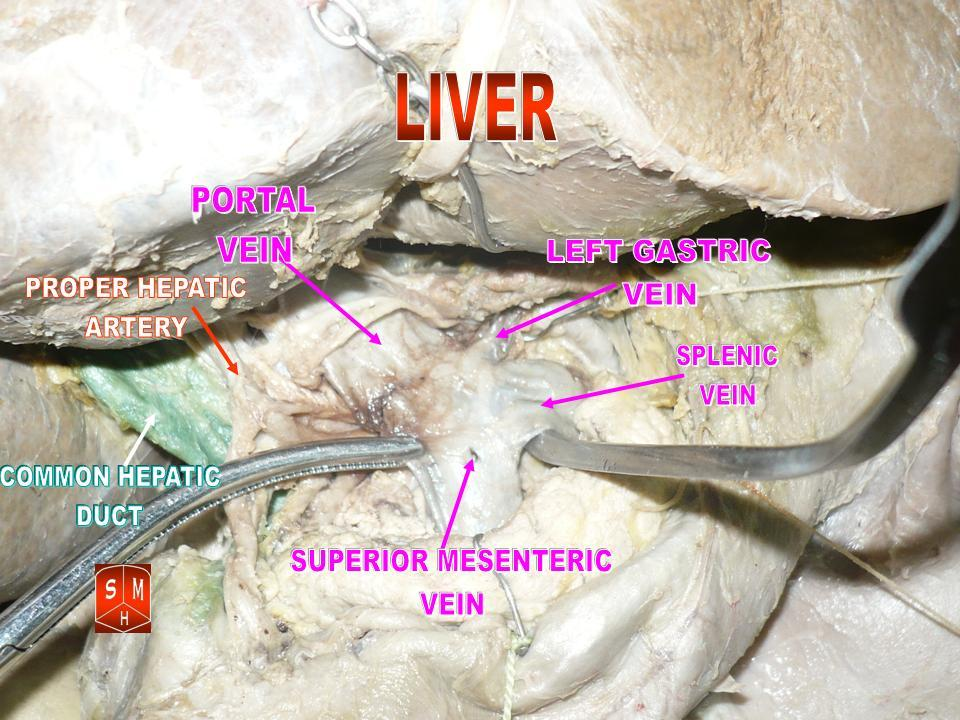
간문맥

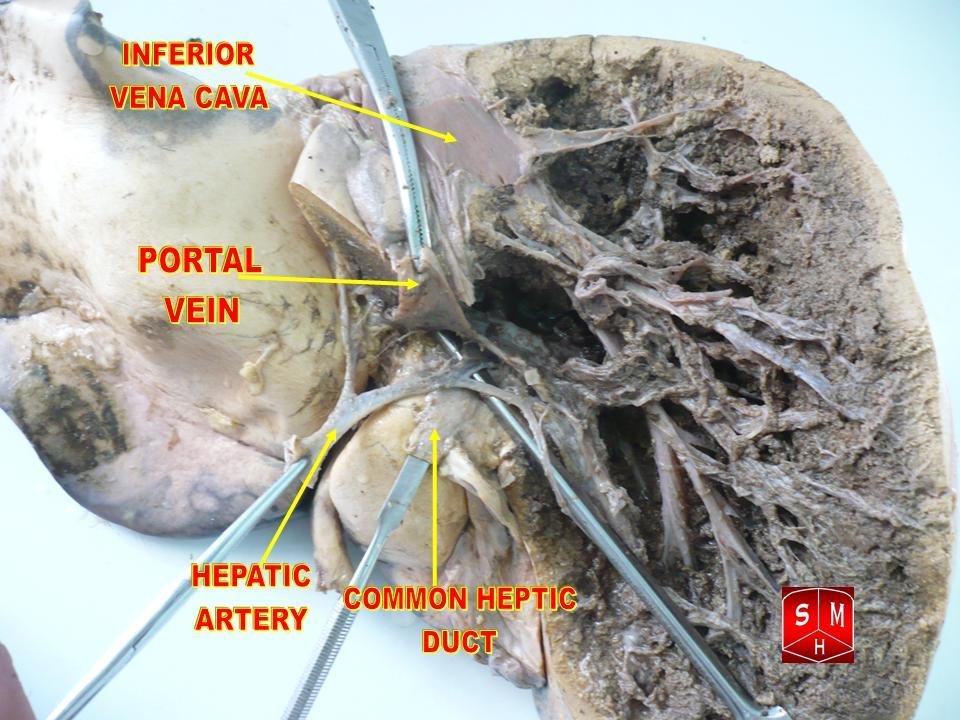
간문맥

## 해부학
성인의 경우 대략 8cm의 길이이며, 간문맥은 복부의 사분면 오른쪽 위에 위치해 있으며, 췌장의 목부분 뒤에서 시작한다.
대부분의 개인들에서, 간문맥은 상장간막정맥과 비정맥에 의해서 형성된다. 이러한 이유로, 간문맥은 때때로 '비장-장간막의 합류지점'이라고 불린다. 종종, 간문맥은 하장간막정맥과 함께 직접적으로 소통한다. 간문맥의 다른 지류는 담낭정맥과 위정맥을 포함한다.
간에 도달하기 바로 직전, 간문맥은 오른쪽과 왼쪽으로 나뉜다. 이것은 나중에 더 나뉘게 되어, 더 작은 정맥 가지들과 간문맥 정맥들을 형성한다.